# EMD GP9

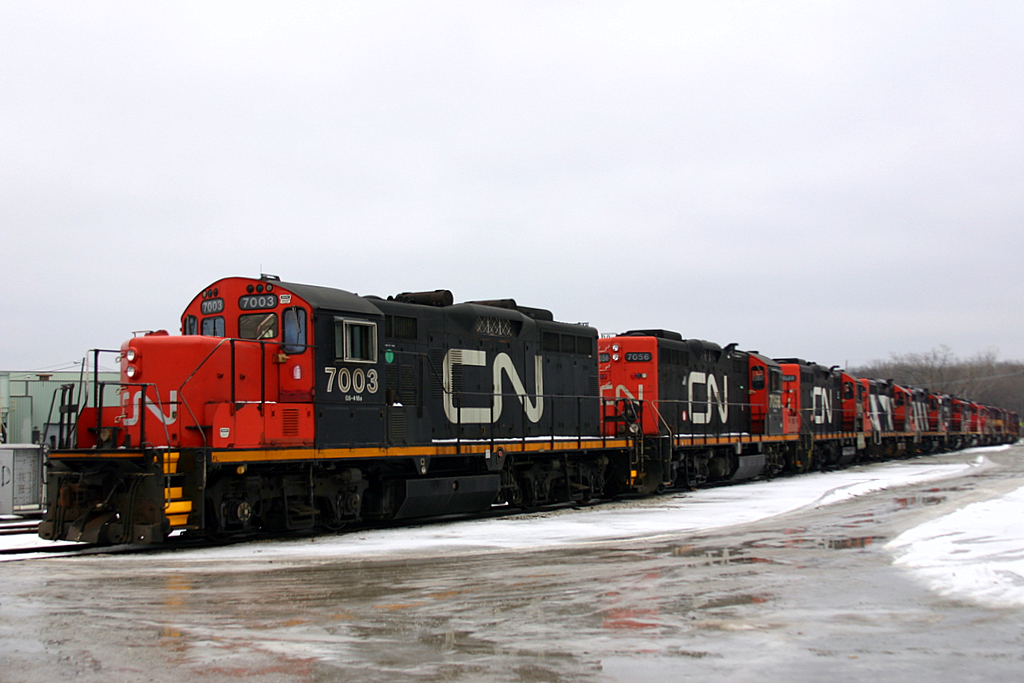
EMD GP9RM du Canadian National Railway

Un EMD GP9 est un modèle de locomotive diesel-électrique à quatre essieux, construite par General Motors Electro-Motive Division (EMD) aux États-Unis, et par General Motors Diesel au Canada entre janvier 1954 et août 1963. La production aux États-Unis a pris fin en décembre 1959, tandis que treize unités ont été construites au Canada, incluant les deux dernières unités, en août 1963.
La puissance est fournie par un moteur 567C seize cylindres générant 1 750 chevaux (1.30 MW).
Les GP9 ont été construits à près de 4000 exemplaires avec cabine de conduite (unités A) mais aussi sans cabine de conduite (165 unités B), ces derniers étant nommés GP9B.
Certains GP9, la plupart reconstruits (GP9M, GP9RM, GP15C), sont encore utilisés de nos jours, notamment par le Canadien National.

## Production
Un total de 3 441 unités de cette locomotive a été construit pour les chemins de fer des États-Unis, avec un supplément de 646 machines pour les chemins de fer canadiens et de 10 pour les chemins de fer mexicains. Certaines machines sont équipées d'un petit capot plus bas que le standard, d'autres sont équipées d'un petit capot haut.
À l'export, 5 unités ont été construites pour un chemin de fer au Brésil à voie large, 4 unités ont été construites pour un chemin de fer au Pérou et 6 unités ont été construites pour un chemin de fer au Venezuela.
Concernant les GP9B (unités B), 165 exemplaires sont construits pour les chemins de fer des États-Unis entre février 1954 et décembre 1959. Toutes les locomotives GP9B ont été construites aux États-Unis.

## Reconstructions

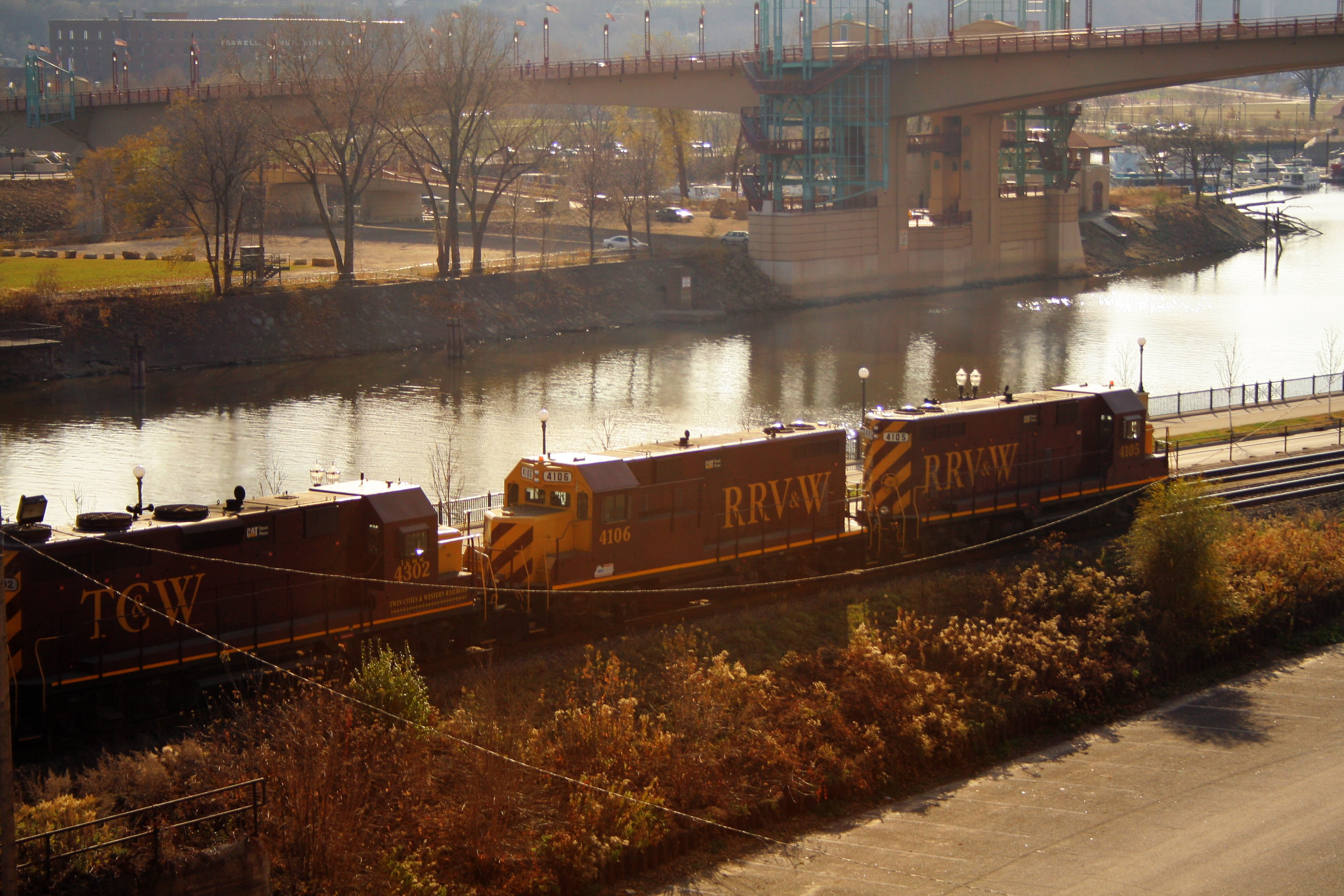
Deux GP15C du Red River Valley and Western Railroad.

40 GP9M sont incluses dans le total des 3 441 unités construites pour les chemins de fer des États-Unis. Un GP9M est construit avec les pièces d'une locomotive EMD plus ancienne, soit une  unité F soit une GP7 endommagée. L'utilisation de pièces provenant de ces vieilles locomotives a fait que la GP9M a moins de puissance qu'une GP9. La puissance est de 1 350 chevaux (1.01 MW) si la locomotive donneuse est un FT/F2 ou de 1 500 chevaux (1.12 MW) pour un F3/F7/GP7.
De nombreuses reconstructions de GP9 sont toujours en service aujourd'hui sur des shortline ou pour des opérateurs industriels. Certaines restent en service pour certains grands chemins de fer de classe I, en tant que locomotives de manœuvres. Le Canadien national a encore de nombreuses GP9RM en opération en 2016. Le Canadien Pacifique a eu beaucoup de GP9 en opération, cependant, ils étaient tous retirés du service en 2015.
Plusieurs GP9 ont été reconstruits avec un moteur de 1 500 chevaux (1.12 MW) type CAT 3512 et identifiés comme GP15C.

## Acheteurs originaux

### GP9 construites par Electro-Motive Division, États-Unis
| Compagnie                                                            | Quantité | Numéros                                                             | Notes |
| -------------------------------------------------------------------- | -------- | ------------------------------------------------------------------- | --- |
| Electro-Motive Division (demonstrator)                               | 1        | 7257                                                                | Pour le Western Maryland, n°33 |
| Araraquara Railway, Brazil                                           | 5        | 1001–1005                                                           | pour voir de 5 ft 3 in (1,600 mm) |
| Atchison, Topeka and Santa Fe Railway                                | 52       | 700–751                                                             | |
| Baltimore and Ohio Railroad                                          | 194      | 675–696, 747–752, 3413–3425, 6447–6598, 6498:2                      | 6513, 6554 à présent Greenville & Western 3751, 3752 |
| Bangor and Aroostook Railroad                                        | 5        | 76–80                                                               | |
| Belt Railway of Chicago                                              | 3        | 471, 480, 481                                                       | Le 471 est un GP9M |
| Boston and Maine Railroad                                            | 50       | 1700–1749                                                           | Unités restantes cédées au Guilford Rail System. Les 3 GP9s dernières unités cédées à Pan Am Railways. |
| Butte, Anaconda and Pacific Railway                                  | 4        | 104–107                                                             | |
| Central of Georgia Railway                                           | 11       | 160–170                                                             | |
| Central Railroad of New Jersey                                       | 2        | 1531, 1532                                                          | GP9M |
| Central Vermont Railway                                              | 18       | 4547–4557, 4923–4929                                                | |
| Chesapeake and Ohio Railway                                          | 363      | 5901–6263                                                           | |
| Chicago and Eastern Illinois Railroad                                | 8        | 221, 229, 233–238                                                   | Les 221 et 229 sont des GP9Ms |
| Chicago and North Western Railway                                    | 59       | 1711–1720, 1725–1773                                                | |
| Chicago, Burlington and Quincy Railroad                              | 20       | 270-289                                                             | |
| Chicago Great Western                                                | 1        | 120                                                                 | GP9M |
| Chicago, Milwaukee, St. Paul and Pacific Railroad (“Milwaukee Road”) | 128      | 280–331, 2368–2443                                                  | 2368–2443 renumérotées 200–279 (pas dans l'ordre). |
| Chicago, Rock Island and Pacific Railroad                            | 21       | 1312–1332                                                           | |
| Clinchfield Railroad                                                 | 2        | 917, 918                                                            | |
| Denver and Rio Grande Western Railroad                               | 24       | 5901–5904, 5911–5914, 5921–5924, 5931–5934, 5941–5944, 5951–5954    | |
| Detroit, Toledo and Ironton Railroad                                 | 13       | 980–992                                                             | |
| Erie Railroad                                                        | 6        | 1260–1265                                                           | |
| Ferrocarriles Nacionales de México                                   | 10       | 6602, 7101–7107, 7101:2, 7102:2                                     | |
| Florida East Coast Railway                                           | 26       | 651–676                                                             | |
| Georgia Railroad                                                     | 3        | 1040–1042                                                           | |
| Grand Trunk Railway                                                  | 16       | 4442–4450, 4558-4559, 4902–4906                                     | Grand Trunk Railway a reconstruit la série numérotée 4900 en GP9Rs puis les a renumérotées en 4600 avec un nez coupé. Certaines des 4600 ont depuis été vendues, la majorité restant dans le parc du CN, soit en livrée CN ou GT. |
| Grand Trunk Western Railroad                                         | 51       | 1751-1767, 4134–4139, 4539–4546, 4907–4922, 4930–4933               | |
| Great Northern Railway                                               | 95       | 656–734, 900–915                                                    | Les 900 sont des GP9M de 1,350 hp (1,010 kW). Les 733 et 734 sont des GP9M de 1,500 hp (1,100 kW). |
| Illinois Central Railroad                                            | 348      | 9000–9257, 9300–9389                                                | |
| Kansas City Southern Railway                                         | 4        | 162–165                                                             | La 162 est une GP9M |
| Lehigh Valley Railroad                                               | 2        | 300, 301                                                            | |
| Louisville and Nashville Railroad                                    | 32       | 437, 441–459, 511, 513, 515–522, 553–554                            | Les 437, 511 et 513 sont des GP9Ms |
| Meridian and Bigbee Railroad                                         | 1        | 102                                                                 | |
| Midland Valley Railroad                                              | 2        | 152, 153                                                            | GP9M |
| Minneapolis and St. Louis Railway                                    | 23       | 600–608, 700–713                                                    | La série 600 est composée de GP9M de 1,350 hp (1,010 kW) |
| Minneapolis, St. Paul and Sault Ste. Marie Railroad (“Soo Line”)     | 24       | 400–414, 550–558                                                    | Les 400 sont destinées au fret, les 550 aux passagers. |
| Soo Line (Wisconsin Central Railroad)                                | 21       | 2400–2413, 2550–2556                                                | Les 2400 sont destinées au fret, les 2550 aux passagers. |
| Mississippi Export Railroad                                          | 1        | 60                                                                  | |
| Missouri Pacific Railroad                                            | 40       | 4332–4371                                                           | |
| New York Central Railroad                                            | 160      | 5904–6028, 6041–6075                                                | |
| New York Central (Cleveland Union Terminal)                          | 4        | 5900–5903                                                           | |
| New York, Chicago and St. Louis Railroad (“Nickel Plate Road”)       | 107      | 448–534, 800–814, 448:2, 482:2, 496:2, 497:2, 503:2                 | |
| New York, New Haven and Hartford Railroad                            | 30       | 1200–1229                                                           | |
| Norfolk and Western Railway                                          | 306      | 10–13, 506–521, 620–699, 714–914, 813:2, 817:2, 799:2, 800:2, 805:2 | |
| Northern Pacific Railway                                             | 176      | 200–375                                                             | Cédées au Burlington Northern. Certaines ont été reconstruites aux normes des GP28 et sont nommées GP28Ms. |
| Pennsylvania Railroad                                                | 270      | 7000–7269                                                           | |
| Phelps Dodge Corporation (Morenci Mine)                              | 14       | 30–43                                                               | |
| Phelps Dodge Corporation (New Cornelia Branch Mine)                  | 3        | 21–23                                                               | |
| Seaboard Air Line Railroad                                           | 58       | 1798, 1801, 1900–1929, 1954–1979                                    | Les 1798 et 1801 sont des GP9M. |
| Southern Railway                                                     | 2        | 2500, 2501                                                          | |
| Southern Railway (Cincinnati, New Orleans and Texas Pacific Railway  | 5        | 6245–6249                                                           | |
| Southern Railway (Georgia Southern and Florida Railway)              | 2        | 8214, 8215                                                          | |
| Southern Railway (Live Oak, Perry and Gulf Railroad)                 | 2        | 302, 303                                                            | |
| Southern Railway (New Orleans and Northeastern Railroad)             | 2        | 6898, 6899                                                          | |
| Southern Pacific Company                                             | 255      | 5600–5719, 5730–5844, 5872–5891                                     | Les 5872 à 5891 ont été construites avec des capots courts. |
| Southern Pacific (Texas and New Orleans Railroad)                    | 73       | 240–249, 280–283, 400–458                                           | |
| Southern Peru Copper Corporation                                     | 4        | 20–23                                                               | |
| Spokane, Portland and Seattle Railway                                | 6        | 150–155                                                             | Les 150 à 153 avaient des chaudières à vapeur. Cédées aux Burlington Notherns en 1975-1980 |
| St. Louis Southwestern Railway (“Cotton Belt”)                       | 12       | 820–831                                                             | |
| Texas and Pacific Railway                                            | 14       | 1131–1144                                                           | |
| Texas Mexican Railway                                                | 1        | 853                                                                 | |
| Union Pacific Railroad                                               | 219      | 130–248, 250–349                                                    | |
| Venezuelan National Railways                                         | 6        | 001–006                                                             | |
| Wabash Railroad                                                      | 12       | 484, 495                                                            | |
| Western Maryland Railway                                             | 20       | 25–32, 34-45                                                        | Toutes équipées avec un capot court bas aux ateliers de Hagerstown. La machine de démonstration d'EMD n°7257 est devenue la WM n°33.                                                                                              |
| Western Pacific Railroad                                             | 8        | 725–732                                                             | |
| Western Railway of Alabama                                           | 2        | 530, 531                                                            | |
| Winston-Salem Southbound Railway                                     | 4        | 1501–1504                                                           | 2 pour le Norfolk and Western Railway, 2 pour le Atlantic Coast Line Railroad. |
| Total                                                                | 3466     |                                                                     | |

### Les GP9 construites par General Motors Diesel, Canada
| Chemin de fer                                       | Quantité | Numéros                                                                                  | Notes |
| --------------------------------------------------- | -------- | ---------------------------------------------------------------------------------------- | --- |
| L'Algoma Central Railway                            | 2        | 171-172                                                                                  | Dernière GP9 construite ; La n°172 cédée à l'Essex Terminal 102 en 1986 a vu son nez coupé.                    |
| Canadien National                                   | 349      | 1724-1750, 2000-2024, 4100-4133, 4147-4156, 4228-4353, 4476-4538, 4560-4609, 4588-4601:2 | |
| Canadien Pacifique                                  | 200      | 8483-8546, 8611-8708, 8801-8823, 8825-8839                                               | |
| Québec Cartier Mining                               | 9        | 1-9                                                                                      | Construit avec des capots courts bas Renumérotés 51-59 Le 59 cédé au Essex Terminal en tant que n°108 en 1989. |
| Midland Compagnie de chemin de Fer du Manitoba      | 1        | 2                                                                                        | cédés au Burlington Northern Manitoba Limited 2, puis au BNSF (n°1685)                                         |
| New York Central Railroad                           | 12       | 6029-6040                                                                                | |
| Les Chemins De Fer Du Nord De L'Alberta             | 10       | 201-210                                                                                  | |
| Ontario Northland Railway                           | 6        | 1600-1605                                                                                | |
| Quebec North Shore and Labrador Railway             | 54       | 124-177                                                                                  | |
| Toronto, de Hamilton et de chemin de Fer de Buffalo | 3        | 401-403                                                                                  | |
| Total                                               | 646      |                                                                                          | |

### GP9B construites par Electro-Motive Division, États-Unis

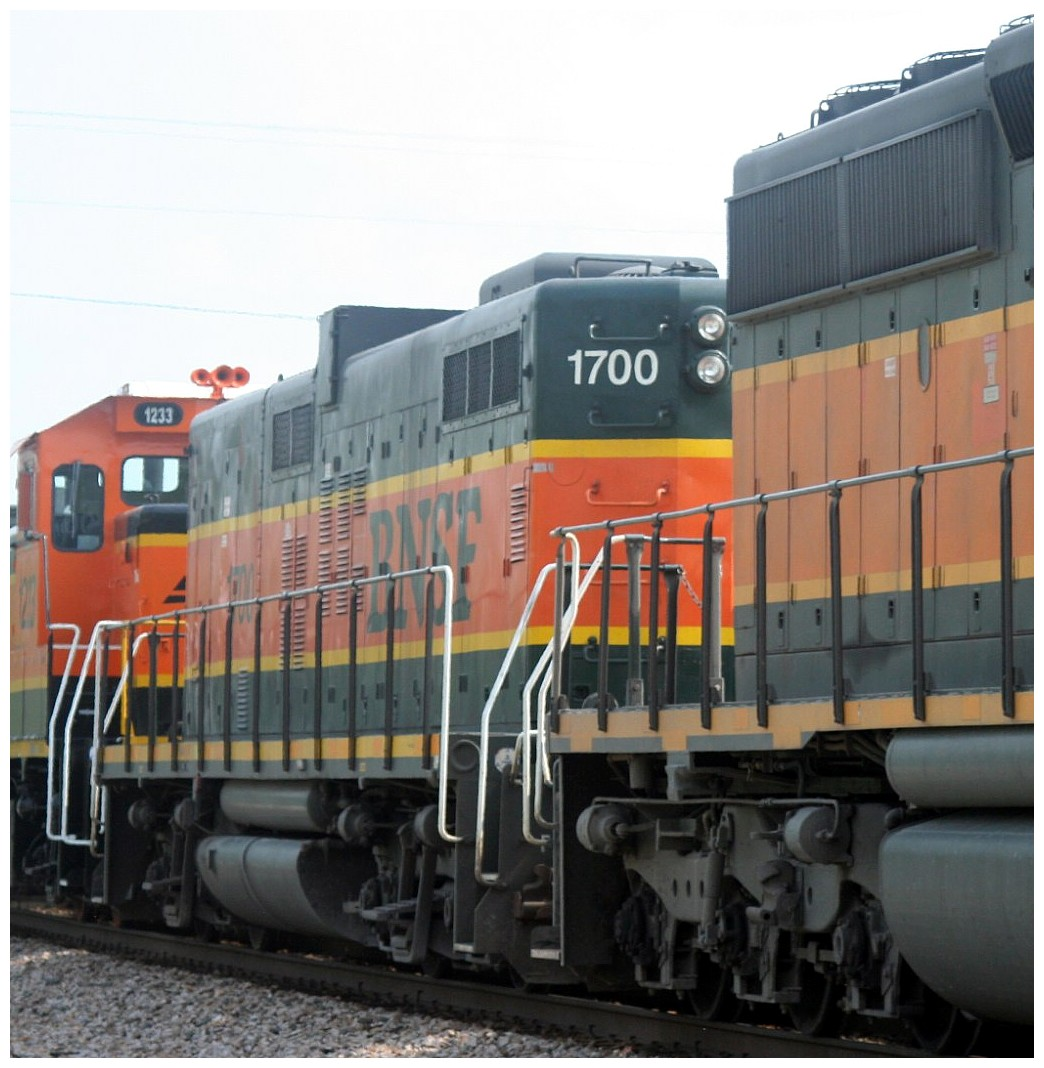
La BNSF n°1700, une GP9 « unité B »

| Chemin de fer          | Quantité | Numéros                  |
| ---------------------- | -------- | ------------------------ |
| Pennsylvania Railroad  | 40       | 7175B–7204B, 7230B–7239B |
| Union Pacific Railroad | 125      | 130 B–204B, 300B–349B    |
| Total                  | 165      |                          |

## Modèles préservés
De nombreuses GP9 sont en encore en service, sur des shortlines ou dans le parc de service de certaines compagnies.

Plusieurs locomotives GP9 ont été préservés par divers chemins de fer-musées et en tant locomotive de parc. Le Western Pacific Railroad Museum à Portola, en Californie, possède trois de ces unités : les n° 725 et 731 de la Western Pacific Railroad, ainsi que la n°2873 de la Southern Pacific Railroad, toujours peinte dans la livrée de fusion du Southern Pacific Santa Fe Railroad. La SP 2873 une machine populaire dans le programme des machines roulant pour le musée. Une machine est également présentée à la Horseshoe Curve, la Pennsylvania Railroad n°7048. La 7048 a remplacé la Pacifique K4 n°1361 qui a été retirée du site en 1986 et reconstruite pour tracter des trains d'excursion.

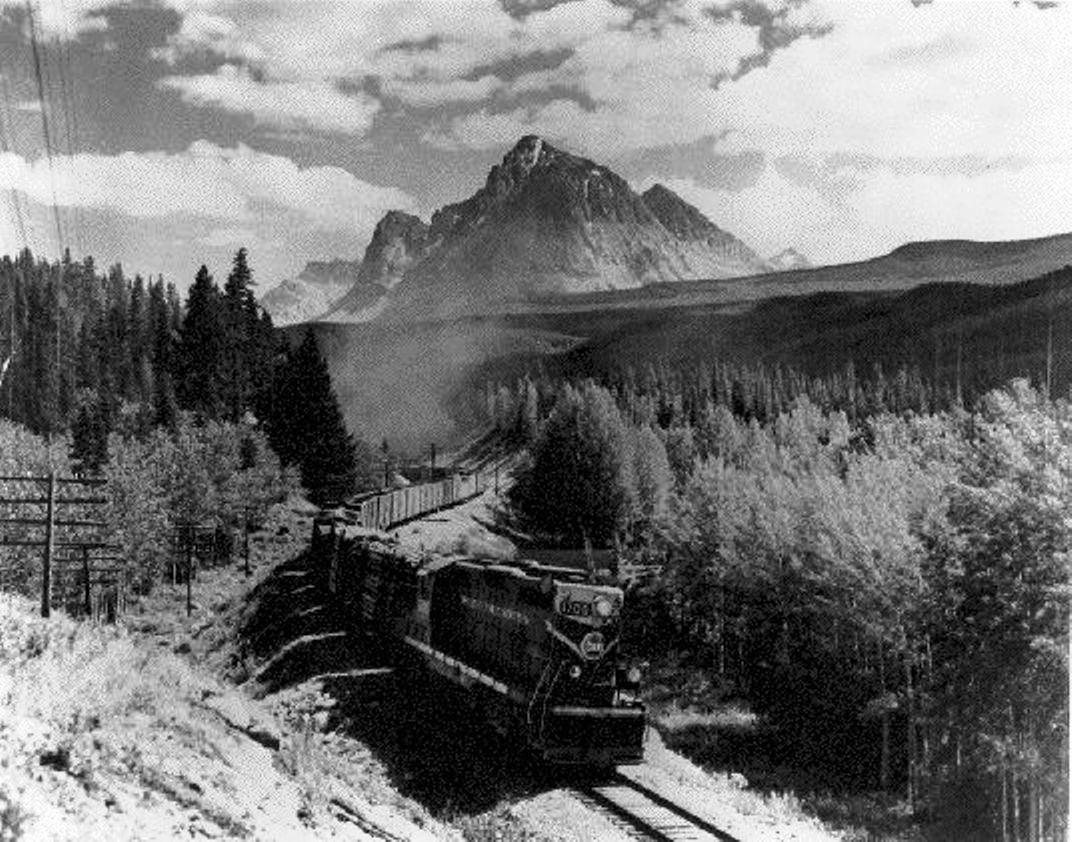
GP9 du CN en tête d'un train dans la Yellowhead Pass.
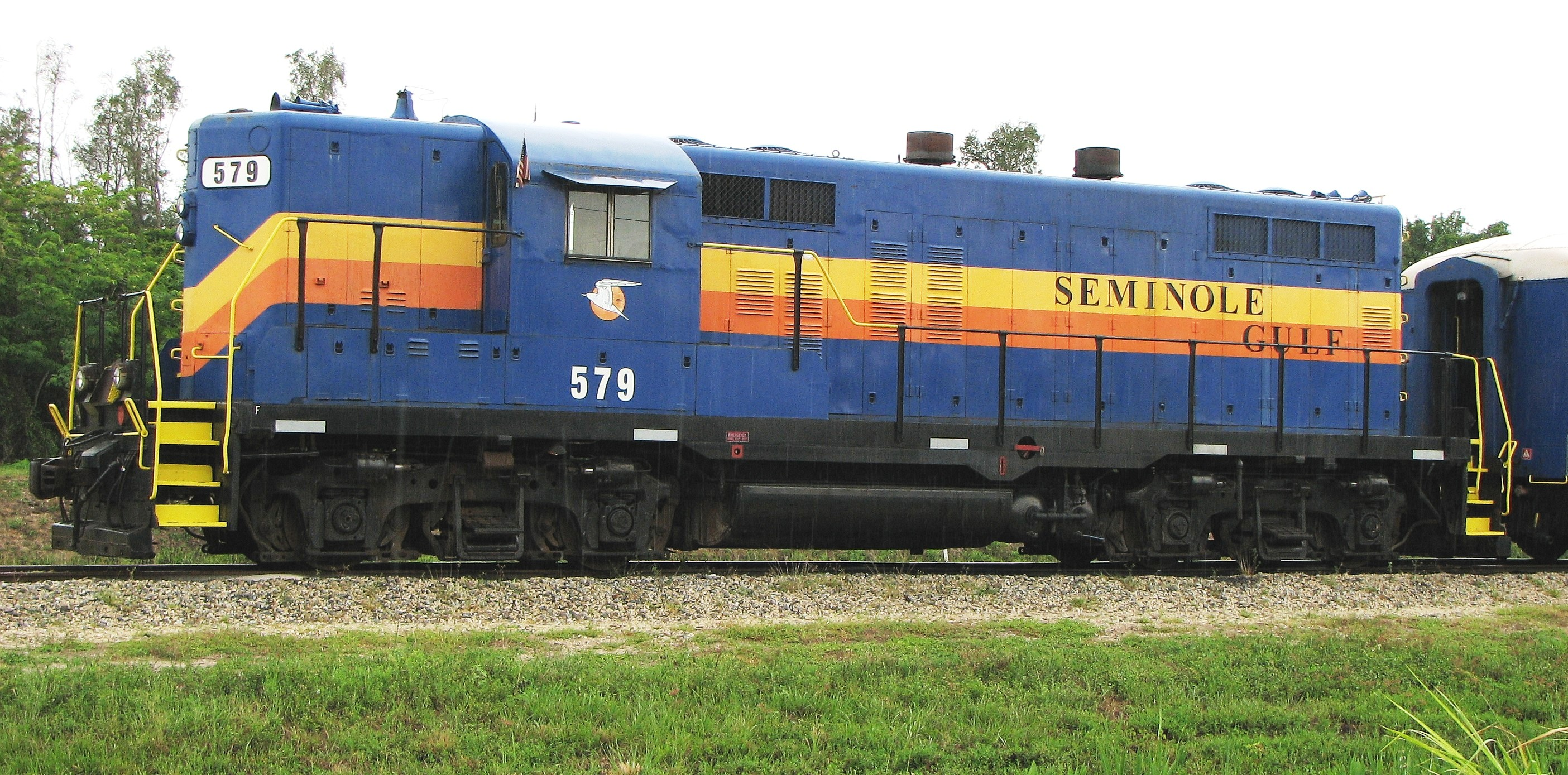
Une EMD GP9 à haut capot modifiée du Seminole Gulf Railway, à Fort Myers, Floride.
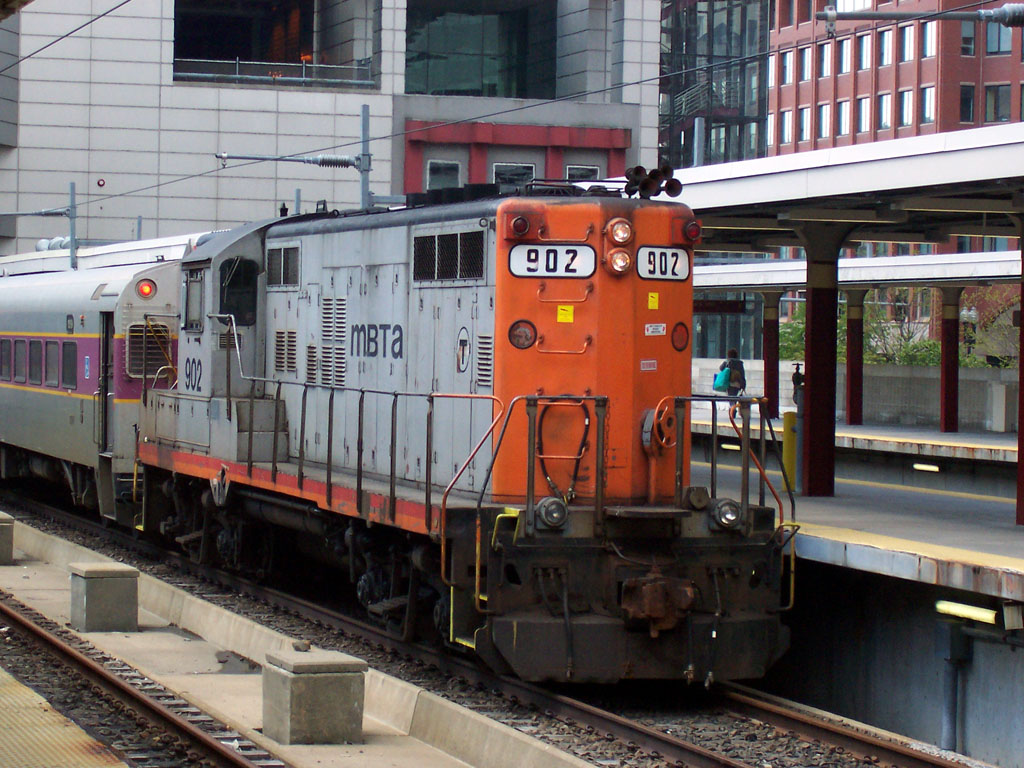
Une GP9 du MBTA GP9 à South Station in Boston, Massachusetts. Cette locomotive a été réformée du MBTA en 2004 et est à présent exposée statiquement par l'Illinois Railway Museum depuis septembre 2014.
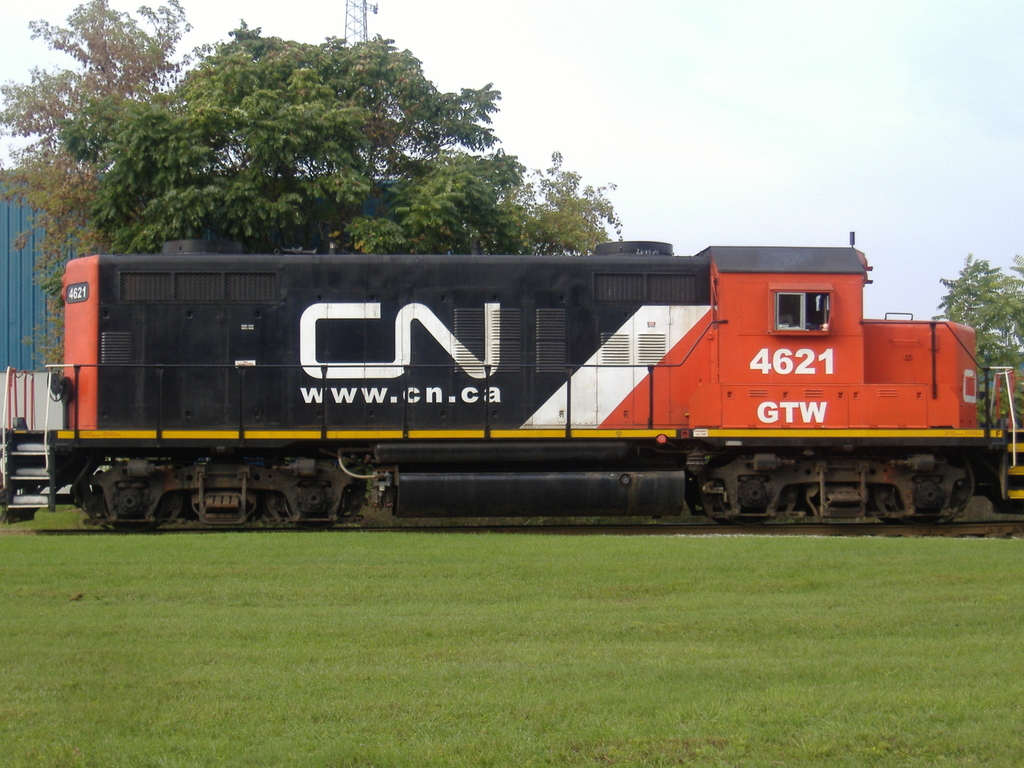
Cette GP9 reconstruite du GTW (GTW 4621) en livrée du CN vue devant Cytec Industries à Kalamazoo, MI.
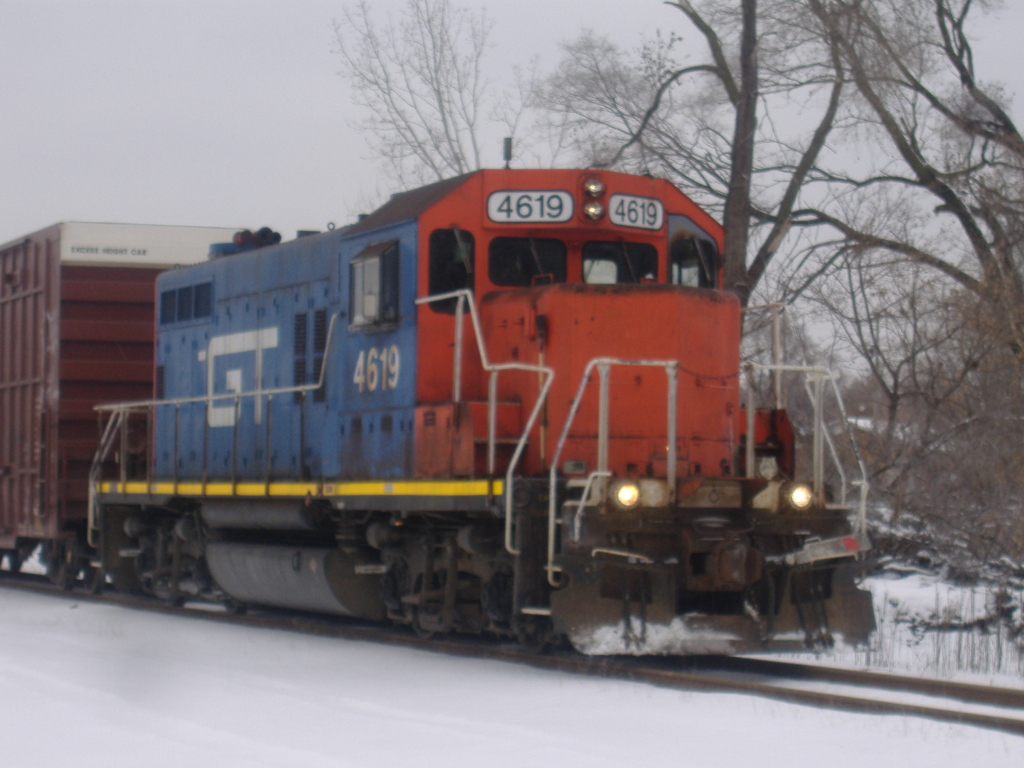
GP9 reconstruite du GTW n°4619  à  Kalamazoo, MI.
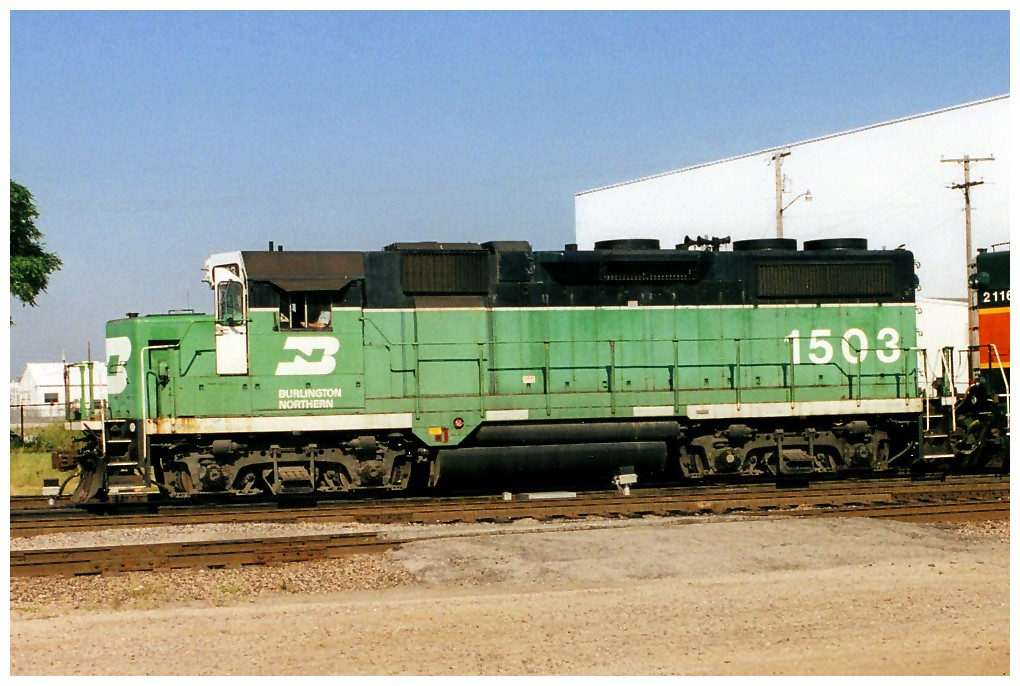
Exemple d'une GP28M reconstruite du BN
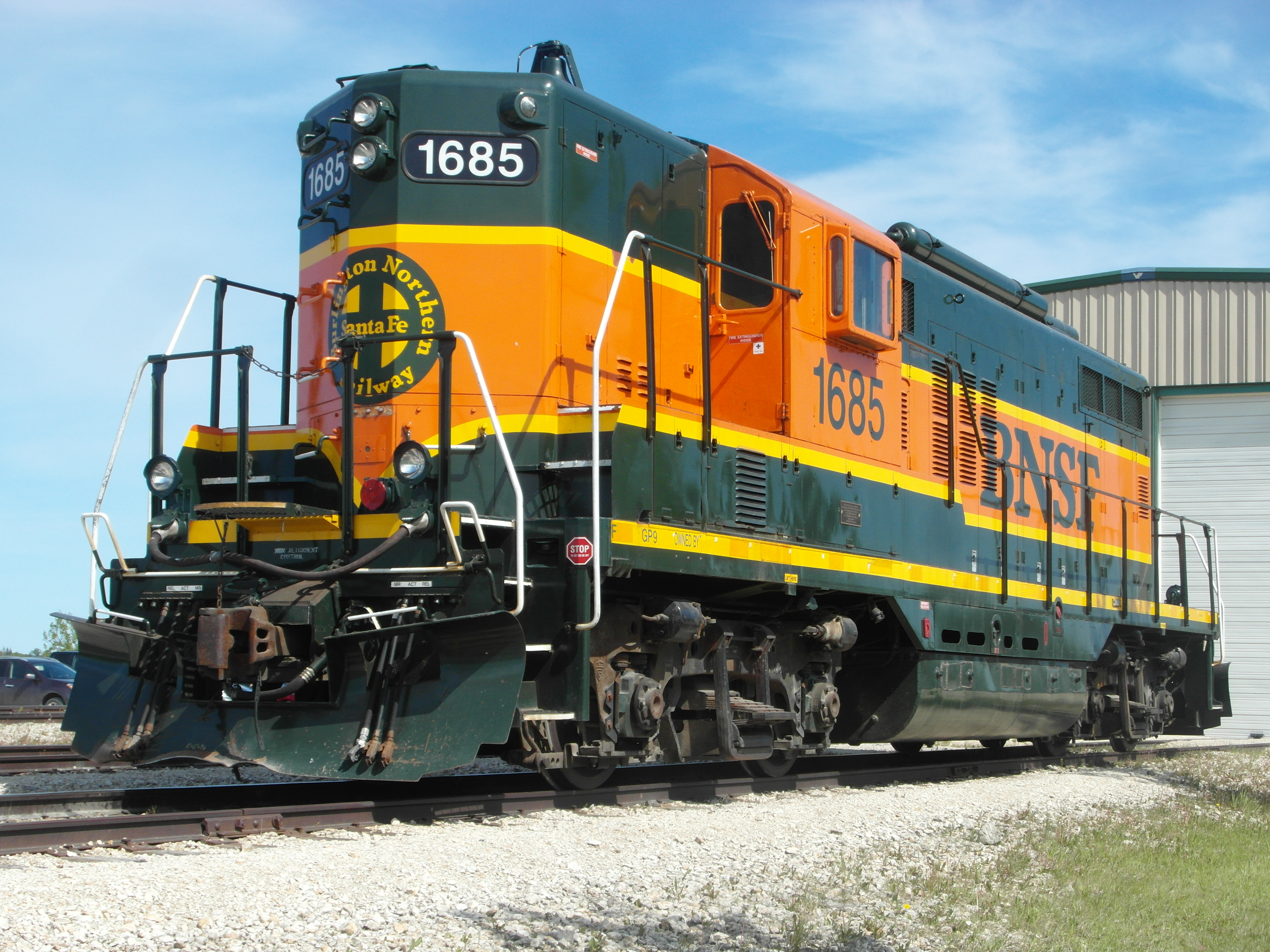
GP9 ex-BNSF n°1685 à capot haut, présentée au Prairie Dog Central Yard. Il s'agissait de la dernière GP9 exploitée par le BNSF.

## Opérateurs actuels
Le Northwestern Pacific Railroad a dans ses effectifs un GP9 ex-Burlington Northern, portant la livrée « nez sanglant » du NWP et affectée aux manœuvres et à la maintenance de la voie dans le nord de la Californie.
Le Buffalo & Pittsburgh Railroad exploite un ancien GP9 du N&W, numéroté 626, affecté au triage de Bradford, PA.
La California Western Railroad, mieux connu comme le "Skunk Train," a trois GP9 dans sa flotte. Le Santa Maria Valley Railroad exploite un ancien GP9 du Milwaukee Road, n°1801.
Dans le milieu des années 1980 jusqu'au début des années 1990, Le Guilford Rail System (maintenant la Pan Am Railways) a commencé à repeindre ses GP9 dans la livrée du Guilford Transport avec le nom du Springfield Terminal sur les côtés. La Pan Am a toujours dans ses effectifs 6 des 50 GP9 initiaux, le reste ayant été démoli ou vendu. Les 6 derniers GP9 encore aux effectifs sont les 51, 52, 62, 71, 72, et 77. Le 77 a été peint dans la livrée marron et or « Minuteman » du Boston & Maine marron et or "Minuteman" pour la flotte patrimoniale du Pan Am, la 52 ayant été peinte dans la livrée verte du Maine Central.
Le Hartwell Railroad utilise une GP9, ex-Chicago and North Western n°4556, précédemment Chicago, Rock Island and Pacific n°1315.
La Vintage Locomotive Society exploite actuellement deux locomotives GP9 :
la n°4138 a été construite par General Motors Diesel (GMD) en novembre 1958 pour le Grand Trunk Western (qui devint plus tard une partie du Canadien National). Il a été donné par le CN à la Société en août 2002. Le 4138 est utilisé sur le Prairie Dog Central Railway en service régulier et pour certains services d'affrètement. Il est engagé quand la locomotive à vapeur n°3 n'est pas disponible. Le n° 1685 a été construit par General Motors Diesel (GMD) en mars 1957 pour le Midland Railway Company au Manitoba en tant que locomotive n°2 (devenue la n°2 du Burlington Northern Manitoba Limited, puis la n°1685 du BNSF). Il a été donné à la Société le BNSF en juillet 2010. Le 1685 est également utilisé sur le Prairie Dog Central Railway en service régulier et pour certains services d'affrètement. Il est engagé quand la locomotive à vapeur n°3 ou le GP9 n°4138 ne sont pas disponibles
Le CN a toujours une importante flotte de GP9 en service, désignés GP9RM, qui ont été reconstruits dans les années 1980. Leurs numéros de série sont 4000, 4100, 7000 et 7200.
D'autres opérateurs sont :
- Butte, Anaconda and Pacific Railway
- Central Montana Rail (ex. Great Northern, utilise toujours des GP9 à nez haut, le capot long en avant)
- Montana Rail Link
- Montreal, Maine and Atlantic Railway - ex-Bangor and Aroostook Railroad et ex-Canadian Pacific Railway
- Adrian & Blissfield Railroad
- Leadville, Colorado and Southern Railroad
- Ontario Northland Railway
- Grafton & Upton Railroad
- Essex Terminal Railway (ETL)
- Southern Railway of British Columbia (n° 106-135)[2]

Il existe également de nombreux rebuilts, des améliorations techniques apportées aux GP9, afin de prolonger significativement leur durée de vie. C'est le cas avec les EMD GP10 ou les GP20C-ECO, dont les améliorations sont proposées par EMD.